# Свадьба Георгия Михайловича Романова и Ребекки Беттарини
Свадьба Великого князя Георгия Михайловича Романова и Ребекки Вирджинии Беттарини состоялась 1 октября 2021 года в Исаакиевском соборе Санкт-Петербурга. Сообщалось, что это первая Императорская свадьба, состоявшаяся в России после русской революции. Жених — сын и наследник Марии Владимировны Романовны, легитимной главы Дома Романовых, которая возглавляет Российский Императорский Дом в наши дни. Невеста, перешедшая из католицизма в православие и принявшая имя Виктория Романовна, — дочь бывшего посла Италии в Бельгии Роберто Беттарини.

## Пара
Великий князь Георгий Михайлович Романов-Гогенцоллерн  — сын и наследник Великой Княгини Марии Владимировны Романовой, легитимной главы Дома Романовых и Экс-Великого Князя Михаила Павловича (принца Франца Вильгельма Прусского). Он правнук Императора в изгнании Кирилла Владимировича и прапраправнук императора Александра II.
Ребекка Вирджиния Беттарини — дочь итальянского дипломата Роберто Беттарини, который работал послом Италии в Бельгии, и Карлы Вирджинии Каччиаторе.
Георгий Михайлович Романов встретил Беттарини во время работы в Европейском парламенте в Брюсселе. Они переехали в Россию в 2019 году. Ради свадьбы Беттарини перешла из католицизма в православие, приняв имя Виктория Романовна.
Обручальное кольцо Беттарини украшено рубином-кабошоном по центру и двумя бриллиантами.

## Свадебная церемония
Свадьба состоялась, несмотря на пандемию COVID-19 в России. Министерство иностранных дел России помогло получить туристические визы для гостей, а Министерство культуры России помогло найти места для проведения свадебной церемонии и торжеств. Впервые пара поженилась на гражданской церемонии 24 сентября в Москве. Санкт-Петербург был выбран местом проведения религиозной свадьбы и последующих торжеств, поскольку это было первое место в России, куда семья Романовых вернулась после распада Советского Союза. Церемония Русского Православия состоялась 1 октября 2021 года в Исаакиевском соборе Санкт-Петербурга. Невесту сопровождала группа молодых подружек невесты, которые несли её шлейф длиной двадцать три фута. Её отец проводил её по острову. На её свадебном платье был изображен герб Российской Империи, вышитый золотом. Свадебное платье невесты, белое атласное платье, как сообщается, было разработано Римом Акрой. Беттарини носила тиару Lacis, бриллиантовую тиару весом 27,03 карата от французского ювелира Chaumet, и вуаль с вышитым на ней Императорским орлом. Тиара украшена двумя центральными бриллиантами весом 5,02 и 2,21 карата и 438-ю бриллиантовыми паве. Обручальные кольца пары были разработаны Домом Фаберже. Пару сопровождал торжественный почётный караул. Церемонию благословил митрополит Санкт-Петербургский и Ладожский Варсонофий (Судаков).
Беттарини, ныне Виктория Романовна, была пожалована великой княгиней Марией титулом княгини на манер Её Светлости. С 2017 года Ребекка Беттарини была директором благотворительного «Российского Императорского фонда». С 2019 года она проживает в Москве. 12 июля 2020 года в Петропавловском соборе была принята в православие. В том же году, за участие в делах милосердия в России и за содействие гуманитарному сотрудничеству между Россией и Европой, была возведена Марией Владимировной Романовой в достоинство кавалерственной Дамы Императорского Ордена Святой Великомученицы Анастасии Узорешительницы. Свадебная церемония длилась около двух часов, при этом лишь треть гостей была приглашена на приём в Российский этнографический музей, символически основанный Николаем II. Перед приёмом Беттарини переоделась в белое бальное платье с вышивкой и жакет с пышными рукавами. На приёме подавали сицилийское вино и еду, предоставленные магнатом общественного питания Евгением Пригожиным. Константиновском дворце последовал свадебный завтрак «по-русски», на котором присутствовало 700 гостей. Обед включал живые выступления и аукцион. В тот вечер гости посетили концерт в честь открытия Императорского Российского музыкального общества.

## Гости
На свадьбе присутствовало около 1500 гостей. Многие гости были представителями русской, испанской и другой европейской знати, а также другие известные гости:
- Глава Российского Императорского Дома Е.И.В. Государыня Великая Княгиня Мария Владимировна — мать жениха[15] .
- Е.К.В. Принц Франц Вильгельм и Принцесса Надия Прусские — отец и мачеха жениха[16].
- Принцесса Дезире Анастасия Прусская — тётя жениха по отцовской линии[16].
- Элен Кирби, графиня Двинская — тётя жениха по материнской линии[15].
- Роберто Беттарини — отец невесты[16].
- Карла Вирджиния Каччаторе — мать невесты[16].
- Королева Испании София[15].
- Шейх Катара Мохаммед бен Хамад бин Халифа Аль Тани[15].
- Принцесса Леа Бельгийская[16].
- Принцесса Изабель Лихтенштейнская[16].
- Принц Рудольф и принцесса Талисман Лихтенштейнские[16].
- Принц Вацлав Лихтенштейнский[16].
- Эрцгерцог Максимилиан Австрийский[16].
- Принц Шарль-Филипп Мари Луи Орлеанский[16].
- Принц Шарль-Анри де Лобкович[16].
- Дуарте Пиу, Герцог Браганса и его жена[16].
- Афонсу де Санта Мария де Браганса, принц Бейра[16].
- Е.К.В.Принц Иоахим Мюрат-Понтекорво и его жена[16].

- Е.Ц.В. Царь Симеон ll Болгарский и его жена[16].
- Борис, князь Тырновский — внук последнего царя Болгарии Симеона II[16].
- Египетская Королевская семья[16].
- Албанская Королевская семья[16].
- Итальянская Королевская семья (Включая Аостскую ветвь Савойской династии)[16].
- Царская семья Багратион-Мухранских-Грузинских[16].
- Король Людовик ХХ и его жена[16].
- Ксавье Беттель[16].
- Готье Дестенэ[16].
- Мария Захарова — директор департамента информации и печати МИД России[16].
- Константин Малофеев — российский бизнесмен и монархист[16].
- Александр Дугин — российский Евразийский политический философ[16].
- Сара Фаберже — директор специальных проектов Дома Фаберже[16].
- Рассел Э. Мартин — академик[16].
- Стефан Берн — французский журналист[16].
- Николя Фонтен — французский королевский историк[16].
- Елизавета Пескова — дочь Дмитрия Пескова[16].

## Реакция
Сообщается, что эта первая Императорская свадьба, состоявшаяся в России после свадьбы князя Андрея Александровича с Елизаветой Фабрициевной Сассо в 1918 году. Само венчание претендента на российский престол в соборе Санкт-Петербурга, несомненно, было далёкой мечтой всего несколько десятилетий назад, как Свадьба принца Уильяма и Кэтрин Миддлтон или Свадьба принца Гарри и Меган Маркл. Консервативный политический философ Александр Дугин назвал это событие «своего рода императорской свадьбой. Воспоминанием о вечной России — о священных царях, патриархах и церкви». Владимир Путин формально признал свадьбу. Его пресс-секретарь Дмитрий Песков заявил, что никаких поздравлений от российского правительства паре не направлялось. Песков заявил, что «Путин не планирует поздравлять молодожёнов, эта свадьба не имеет никакого отношения к нашей повестке дня. В Москве, Санкт-Петербурге и других городах России свадьбы проходят каждый день. Мы счастливы». Для всех наших молодожёнов". Министр обороны России Сергей Шойгу привлёк к дисциплинарной ответственности должностных лиц представителей Западного военного округа за отправку военнослужащих на церемонию бракосочетания. Было проведено служебное расследование, которое установило, что отдельные должностные лица нарушили требования своих руководящих документов, в которых говорится не привлекать военнослужащих в состав роты почётного караула на мероприятиях, не отклонённых Министерством обороны.
Российский писатель и поэт Леонид Каганов посвятил свадьбе одно из своих стихотворений.